# Санкт-Петербургский государственный технологический институт

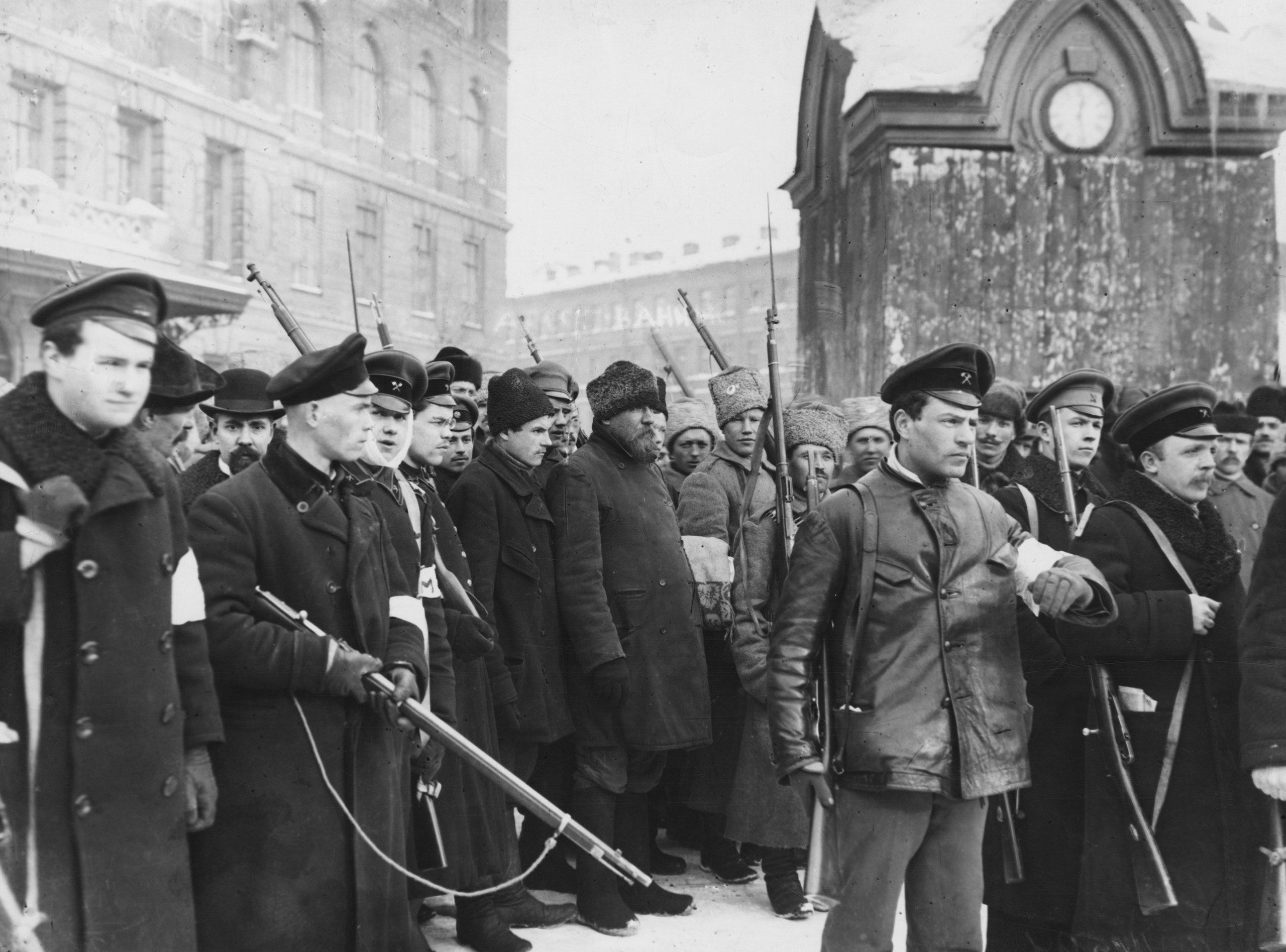
Февраль 1917 года. Гражданская милиция и студенты Технологического института конвоируют переодетых городовых на Забалканском (ныне Московском) проспекте в Петрограде

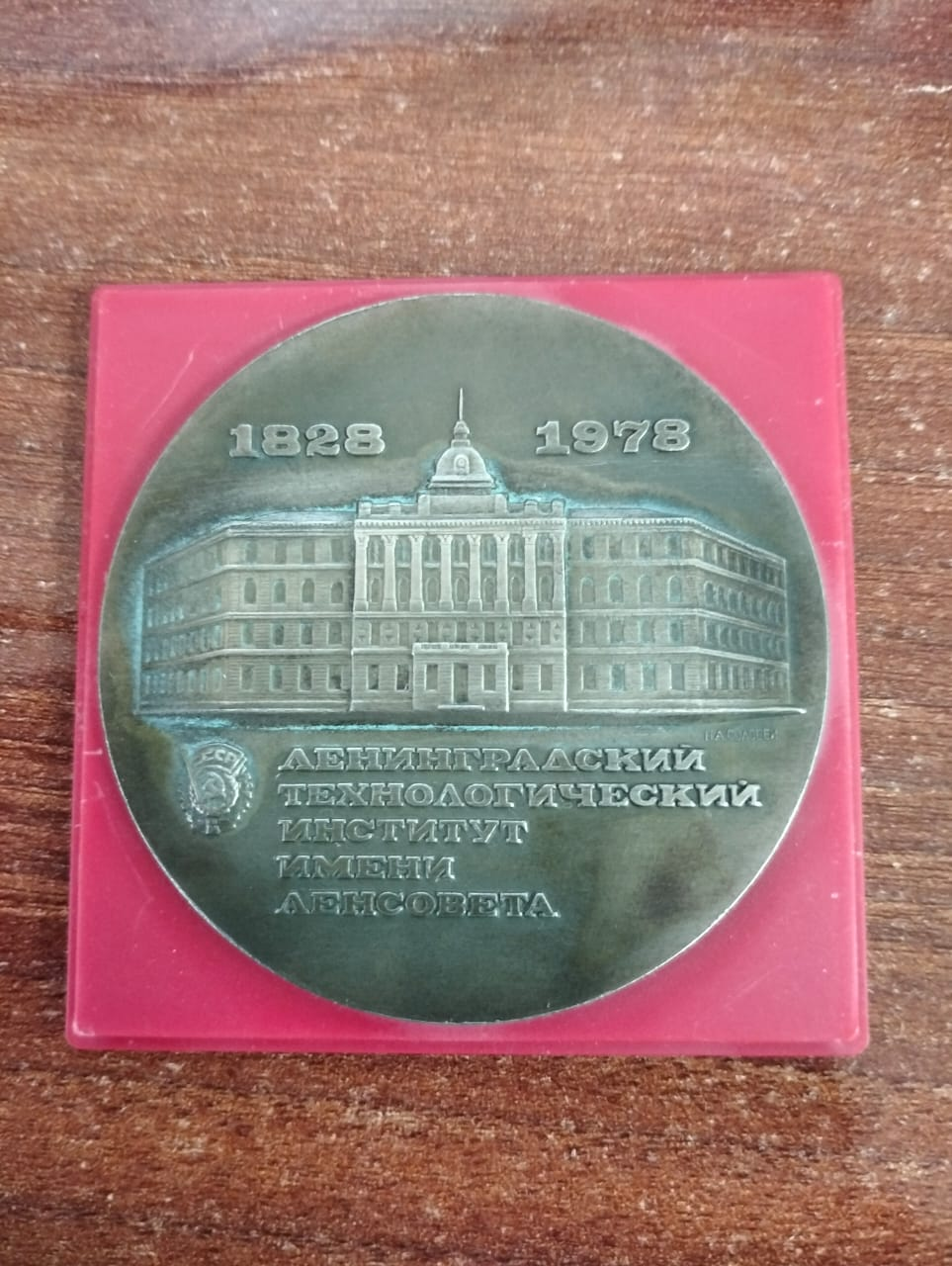
памятная медаль, выпущенная к 150-летию института

Санкт-Петербургский государственный технологический институт (технический университет), СПбГТИ (ТУ) (разг. Техноложка) — высшее учебное заведение в Санкт-Петербурге. Основан 28 ноября (10 декабря) 1828 года.
В институте работали и преподавали выдающиеся учёные, в том числе Ф. Ф. Бельштейн, Б. В. Бызов, А. В. Гадолин, Г. И. Гесс, А. А. Гринберг, В. К. Зворыкин, А. Ф. Иоффе, Д. П. Коновалов, Ю. Н. Кукушкин, С. В. Лебедев, Ф. Ф. Лендер, Д. И. Менделеев, А. А. Петров, Б. Л. Розинг, Н. Л. Щукин, А. С. Зарайский.
Основное направление — прикладная химия.

## История

### В Российской империи
По указу императора Николая I 28 ноября (10 декабря) 1828 год в Санкт-Петербурге был основан Практический технологический институт, инициатива создания которого принадлежала министру финансов Е. Ф. Канкрину.

Цель Практического Технологического института есть та, чтобы приготовить людей, имеющих достаточные теоретические и практические познания для управления фабриками или отдельными частями оных.

Воспитанники набирались из разных губерний по представлению городских дум — «из детей купцов 3-й гильдии, мещан, цеховых и разночинцев, […] преимущественно из сирот и недостаточных больших семейств». Выпускники, в зависимости от успехов и поведения, получали звания «учёных мастеров» и «мастеров»; лишь значительно позднее, в 1849 году, эти наименования были заменены на «инженер-технологов» и «технологов-практикантов».
Поступать на государственную службу и получать чины выпускники права не имели. Статус высшего учебного заведения институт приобрел в 1862 году. 25 июня 1896 года был переименован в Технологический Институт Императора Николая I, с февраля 1917 года — Петроградский Технологический институт.
Институт был закрытым учебным заведением. В нём было всего 132 казённых воспитанника, но разрешалось принимать платных пансионеров.

### Советское время

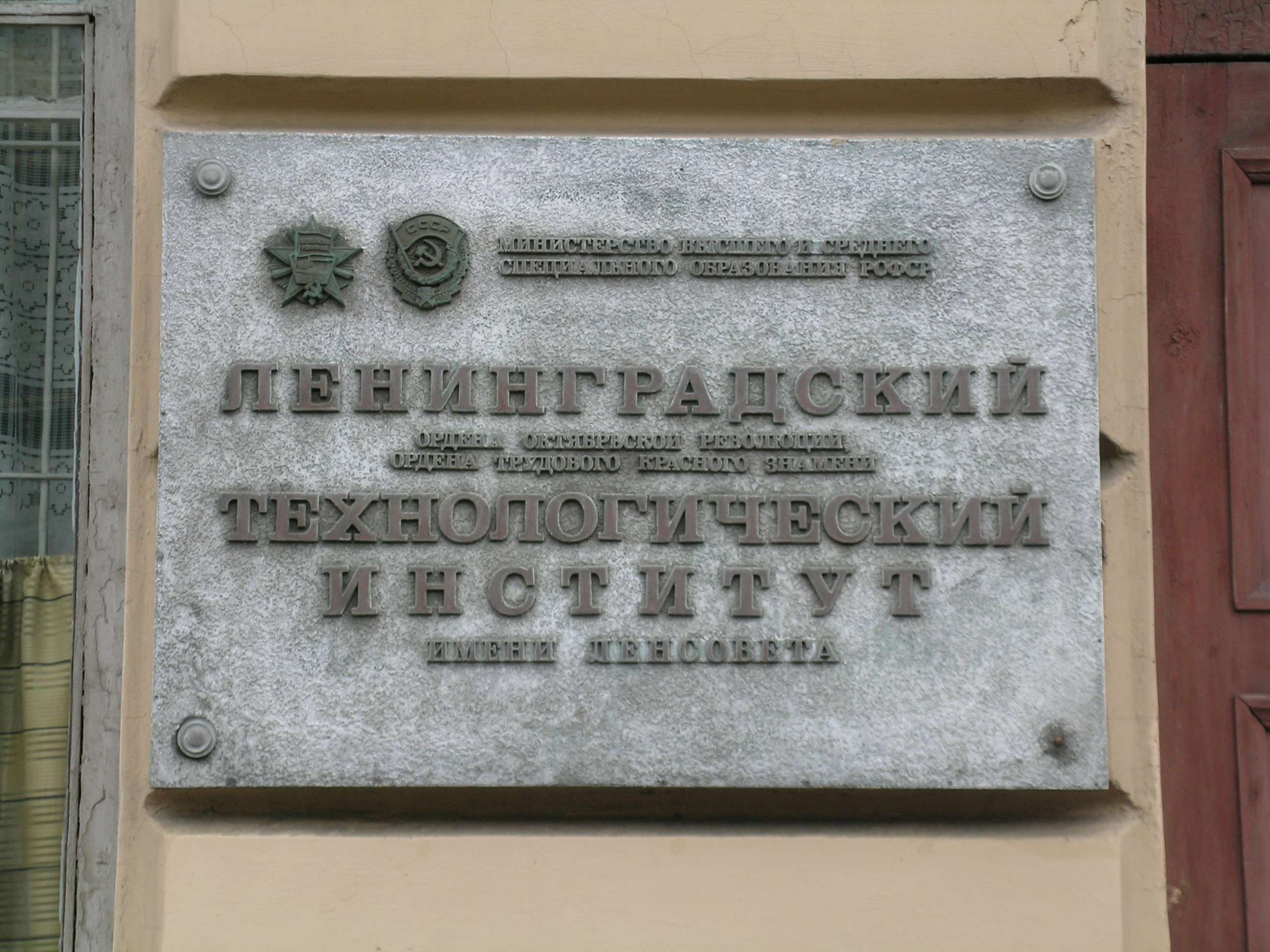
Министерство высшего и среднего специального образования РСФСР. Ленинградский ордена Октябрьской революции, ордена Трудового Красного Знамени технологический институт имени Ленсовета

С 20 декабря 1923 года — Технологический институт Петроградского Совета рабочих, крестьянских и красноармейских депутатов, с 1924 года — Технологический институт имени Ленинградского Совета рабочих, крестьянских и красногвардейских депутатов, с 25 апреля 1930 года — Ленинградский Ордена Трудового Красного Знамени Химико-Технологический институт имени Ленсовета, с 1946 года — Ленинградский Ордена Трудового Красного Знамени технологический институт имени Ленсовета (Министерство высшего образования СССР), с 10 декабря 1978 года — Ленинградский Ордена Октябрьской Революции и Ордена Трудового Красного Знамени технологический институт имени Ленсовета. В первые же дни войны, по распоряжению правительства, часть института была эвакуирована в Казань (в середине июля). В марте 1942 года произошла вторая часть эвакуации института. 12 марта прекратились учебные занятия.
Занятия возобновились после возвращения из эвакуации института из Казани в 1944 году.
В Технологическом институте были созданы уникальные кафедры: первые в стране кафедры «Технологии пластмасс» (1929), «Технологии стекла» (1930), «Синтетического каучука» (1931). В институте проводились уникальные разработки по художественному стеклу, покрытиям для иллюминаторов космических кораблей; разрабатывалась технология первого советского алюминия (1929 г.); получали первые блоки лабораторного и промышленного синтетического каучука; разработки для медицины: «Дибазол», «Витамедин», «Полирем», «Новоэмбихин», «Допан» — противораковые, иммунозащитные средства.
В годы Великой Отечественной войны сотрудники, учёные продолжали героическую работу в мастерских института, создавая изделия для фронта и города (более 100 наименований): противопехотные мины, порошок для мембран телефонов, тлеющие спички, технологию топлива, эфир для наркоза, порошковое железо.

### Институт сегодня

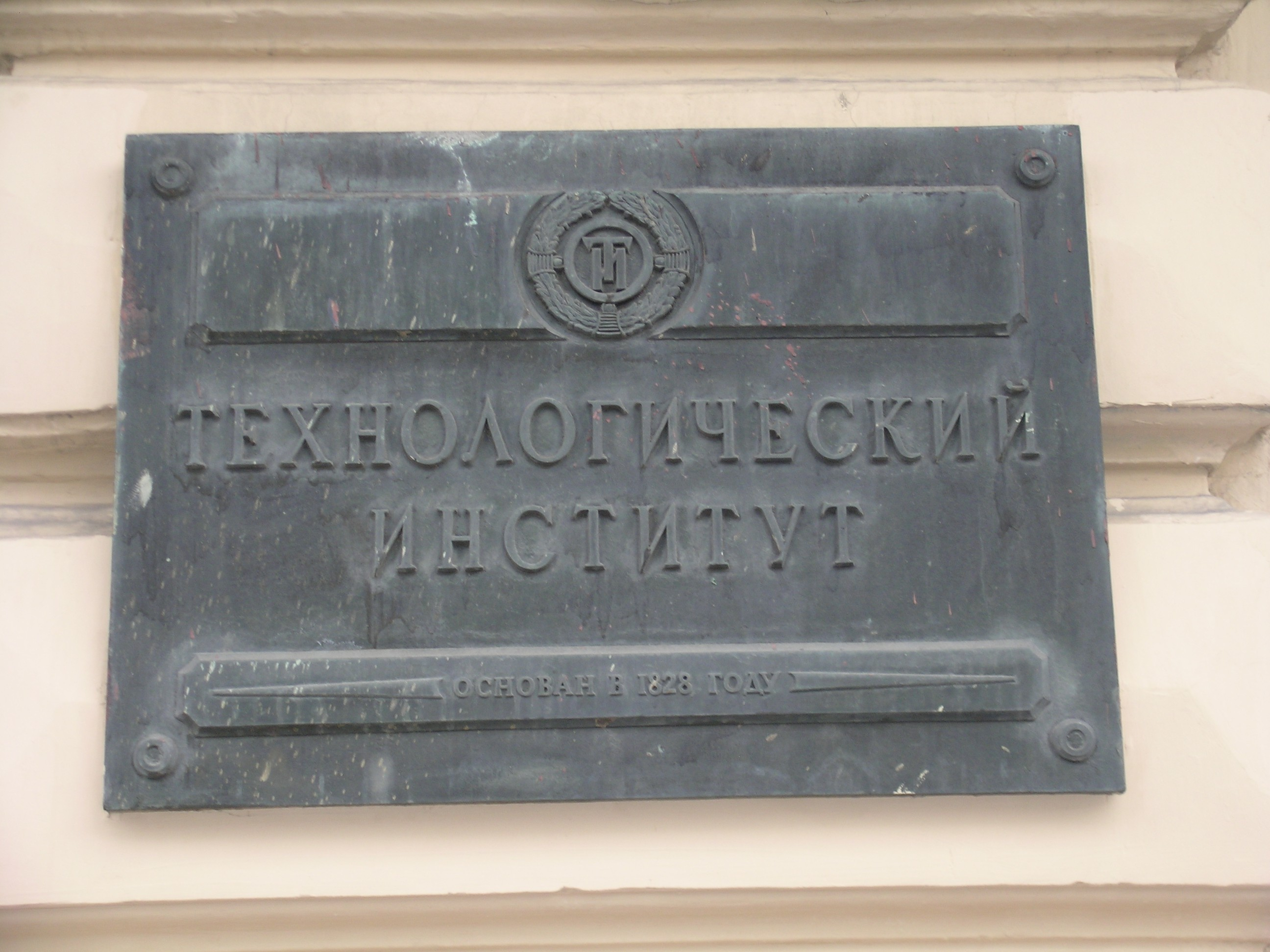
Технологический институт.
Основан в 1828 году.

Студенческое научное общество — начиная с первых студенческих кружков 1903 года. Одними из первых студенты «Техноложки» стали участвовать в работе студенческих строительных отрядов (1948). Один из старейших студенческих хоров, ставший академическим, продолжает выступать и сегодня.
Развиваются международные связи института. Ряд учёных из Германии, Италии, Франции, Швеции, США, Китая, Кореи удостоены звания почётного профессора и доктора СПбГТИ (ТУ).
Технологический институт внесен в объекты исторического и культурного наследия федерального (общероссийского) значения. В СПбГТИ (ТУ) работает 6 факультетов, которые готовят специалистов для науки и промышленности России.
С 11 февраля 1992 года — Санкт-Петербургский технологический институт, с 22 ноября 1993 года Санкт-Петербургский государственный технологический институт (технический университет) — СПбГТИ (ТУ).
29 мая 2013 года в 21:30 в здании Технологического института произошёл сильнейший пожар. В 21:54 ранг пожара был повышен до № 2.В 23:40 купол и шпиль рухнули. Пожар полностью уничтожил несколько аудиторий и лабораторий, огнём и водой повреждены все помещения, находящиеся в главном здании института.

## Выпускники и преподаватели

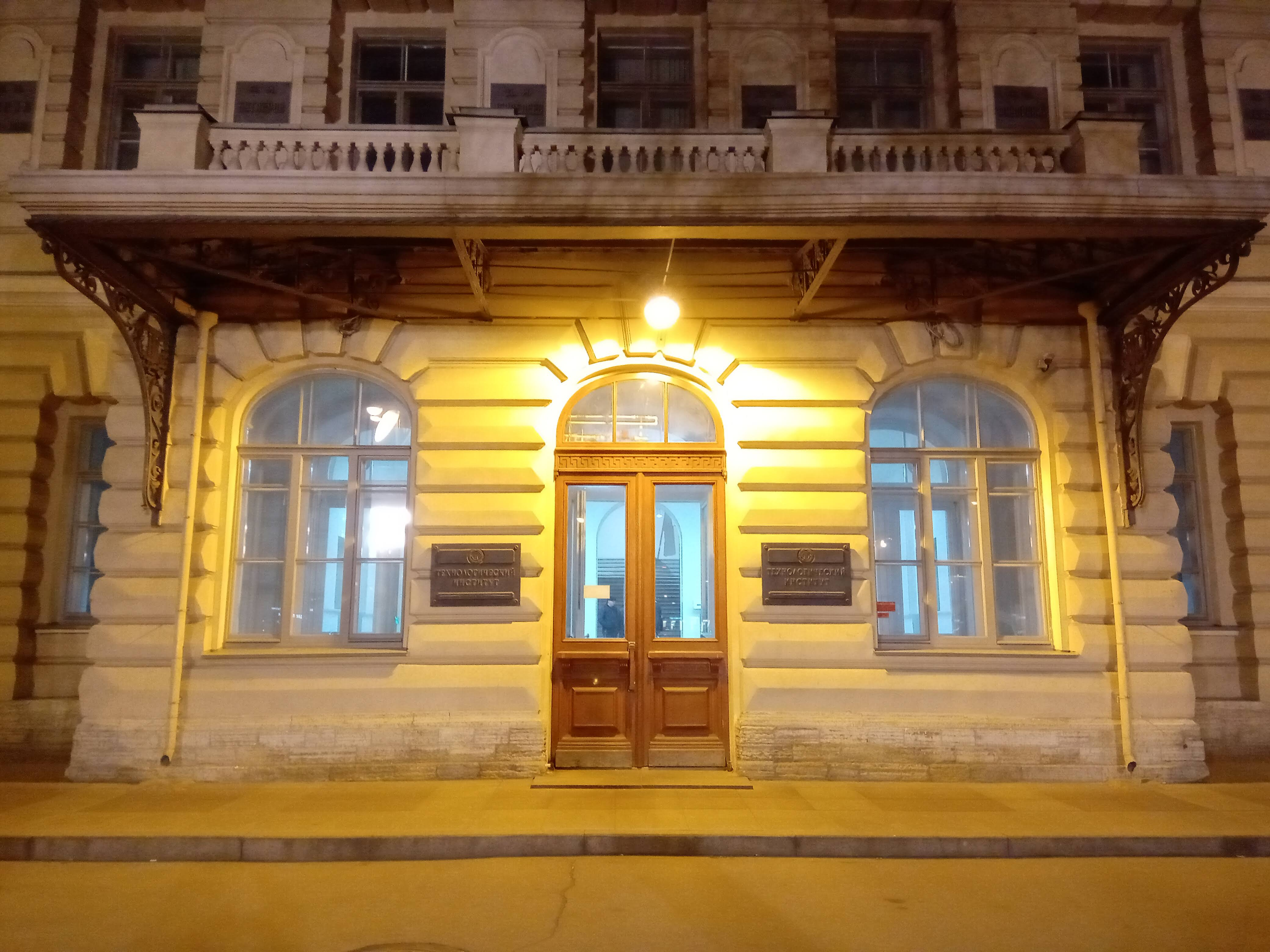
Главный вход в Технологический институт вечером

Из стен института вышли многие знаменитые люди, в частности, создатели аэромобиля, а также:
- В. К. Зворыкин (1912) — один из пионеров телевидения
- Д. К. Чернов (1858) — провозвестник новой школы металлургии и металлографии
- А. И. Степанов (1889) — 1-й лауреат российской премии имени Людвига Нобеля
- А. Е. Порай-Кошиц (1903) — организатор анилинокрасочной промышленности в СССР
- А. Ф. Иоффе (1902) — организатор физической школы нашей страны (Физико-технический институт)
- В. П. Вологдин (1907) — создатель высокочастотной промышленной электроники
- Ф. Ф. Лендер (1909) — создатель первого в России клинового затвора для зенитного орудия (1913—1914)
- А. И. Меос (1927) — основатель и первый руководитель кафедры и проблемной лаборатории технологии химических волокон (ныне кафедра наноструктурных, волокнистых и композиционных материалов им. А. И. Меоса) Ленинградского института текстильной и легкой промышленности им. С. М. Кирова.
- Несис Александр Натанович — один из основателей группы компаний ИСТ и ОАО МНПО «Полиметалл», Председатель совета директоров ОАО «Балтийский завод»
- Нечаев Александр Федорович — д.х.н., профессор, заведовал кафедрой инженерной радиоэкологии и радиохимической технологии СПбГТИ
- Суслов Михаил Юрьевич — кандидат хим. наук, бывший заместитель Председателя Совета директоров ОАО МНПО «Полиметалл»
- Персинен Анатолий Александрович — д.х.н., профессор, заведовал кафедрой радиационной технологии СПбГТИ (ТУ). За работы по дезактивации и утилизации радиоактивно загрязнённого опытного судна «Кит» он награждён орденом «За личное мужество»[4]

В разное время в институте работали создатели старейшей российской химико-технологической школы: Д. И. Менделеев — автор Периодического закона химических элементов, Ф. Ф. Бейльштейн — составитель всемирно известного «Справочника по органической химии», А. Р. Шуляченко — основатель русской цементной промышленности, И. А. Вышнеградский — автор теории автоматического регулирования, Н. П. Петров — автор гидродинамической теории трения при смазке, А. К. Крупский — автор учения о процессах и аппаратах химической технологии, А. Е. Фаворский — основатель научной отечественной школы химиков-органиков, С. В. Лебедев и Б. В. Бызов — создатели промышленной технологии и производства синтетического каучука, П. П. Федотьев — основоположник школы российских электрохимиков и электрометаллургов, Б. Л. Розинг — основоположник электронного телевидения, А. А. Петров — создатель школы химиков-ацетиленщиков.

## Мемориальные доски
«Технологи-революционеры, государственные деятели» (в здании):
- Азизбеков, Мешади Азизбек оглы (1876—1918),
- Бруснев, Михаил Иванович (1864—1937),
- Ванеев, Анатолий Александрович (1872—1899),
- Вологдин, Валентин Петрович (1881—1953),
- Горбунов, Николай Петрович (1892—1938),
- Гусев, Сергей Иванович (1874—1933),
- Запорожец, Петр Кузмич (1873—1905),
- Красин, Леонид Борисович (1870—1926),
- Кржижановский, Глеб Максимилианович (1872—1959),
- Лазо, Сергей Георгиевич (1894—1920),
- Мартенс, Людвиг Карлович (1875—1948),
- Петров, Григорий Константинович (1892—1918),
- Радченко, Степан Иванович (1869—1911),
- Сажин, Михаил Петрович (1845—1934),
- Старков, Василий Васильевич (1869—1925)

1978 г. Архитектор Милорадович Т. Н. Материал — мрамор. «Выдающиеся учёные, работавшие в институте» (в актовом зале):
- Бейльштейн, Федор Федорович (1838—1906),
- Вышнеградский, Иван Алексеевич (1831—1895),
- Гесс, Герман Иванович (1802—1850),
- Гринберг, Александр Абрамович (1898—1966),
- Коновалов, Дмитрий Петрович (1856—1929),
- Лебедев, Сергей Васильевич (1874—1934),
- Менделеев, Дмитрий Иванович (1834—1907),
- Петров, Николай Павлович (1836—1920),
- Порай-Кошиц, Александр Евгеньевич (1877—1949),
- Фаворский, Алексей Евграфович (1860—1945),
- Чугаев, Лев Александрович (1873—1922),
- Чернов, Дмитрий Константинович (1839—1921),
- Шуляченко, Алексей Романович (1841—1903),
- Щукин, Николай Леонидович (1848—1924),
- Яковкин, Александр Александрович (1860—1936).

1978 г. Архитектор Милорадович Т. Н. Материал — мрамор.
- мемориальная доска (в здании) Багалу Л. И., «Здесь в 1930—1969 гг. работал крупнейший специалист, профессор Л. И. Багал». 1978. Мрамор.
- мемориальная доска (Ф-80) Бутлерову А. М., «А. М. Бутлеров. 1828—1886». 1960-е гг. Металл.
- мемориальная доска (на здании кафедры технологии резины) Бызову Б. В., «Здесь в 1923—1934 гг. работал виднейший специалист в области химии и технологии каучука и резины Б. В. Бызов». 1978. Мрамор.
- мемориальная доска (Ф-4) Варыньскому Л., «Здесь, в Петербургском технологическом институте, в 1874—1875 годах учился Людвик Варыньский — деятель социалистического движения, основатель польской партии „Пролетариат“ (1882). Погиб в Шлиссельбургской крепости в 1889 году». 1989. Архитектор Исаева В. В. Гранит.
- мемориальная доска(в здании) Вуколову С. П., «Здесь в 1932—1940 гг. работал выдающийся специалист, профессор С. П. Вуколов». 1978. Мрамор.
- мемориальная доска Горбунову Н. П., «Здесь, в Технологическом институте, в 1910—1917 гг. учился Николай Петрович Горбунов, советский государственный деятель, один из организаторов науки, академик». 1984. Архитектор Иванов В. М. Гранит.
- мемориальная доска профессору Кукушкину Юрию Николаевичу (в здании).

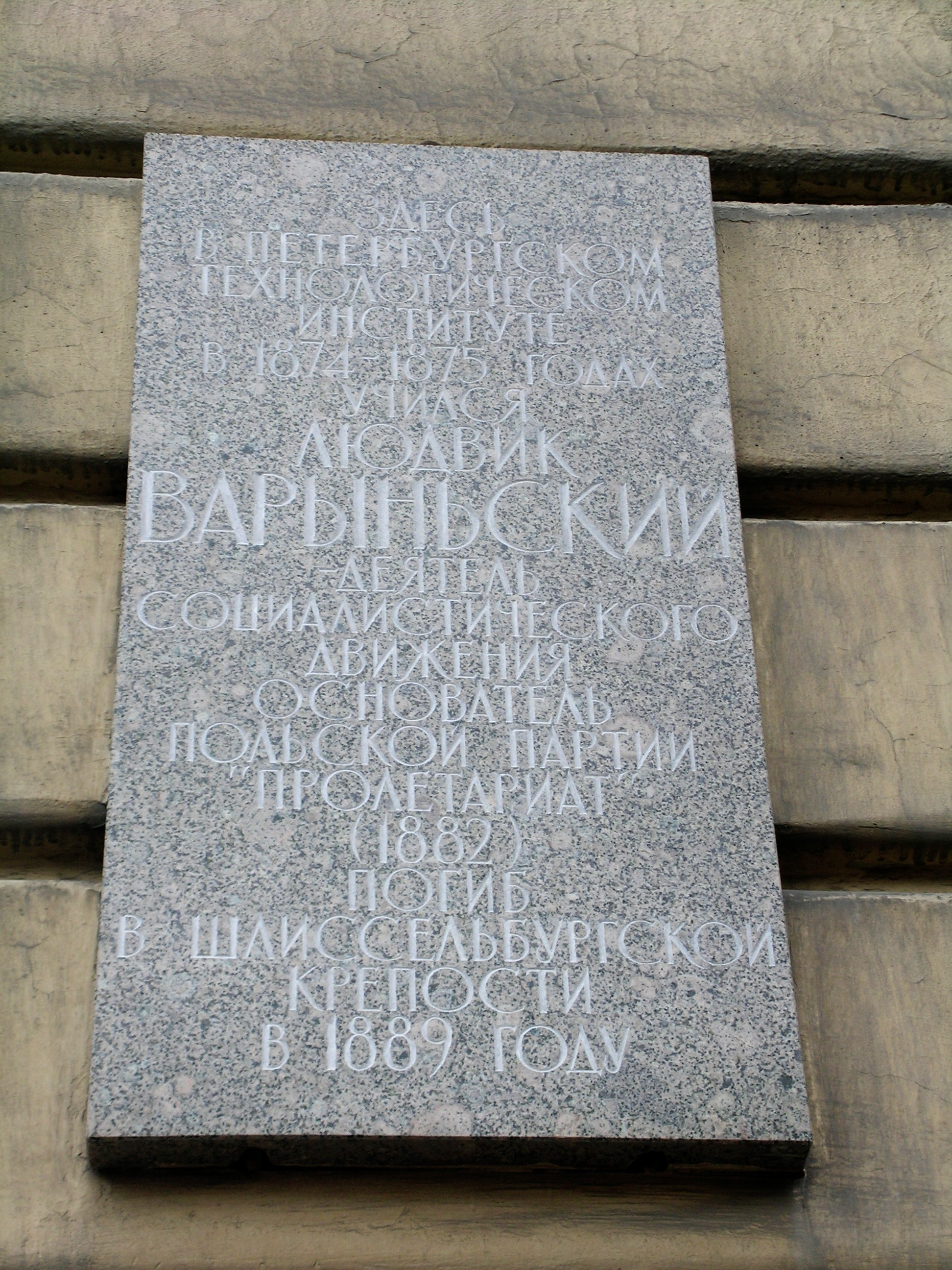
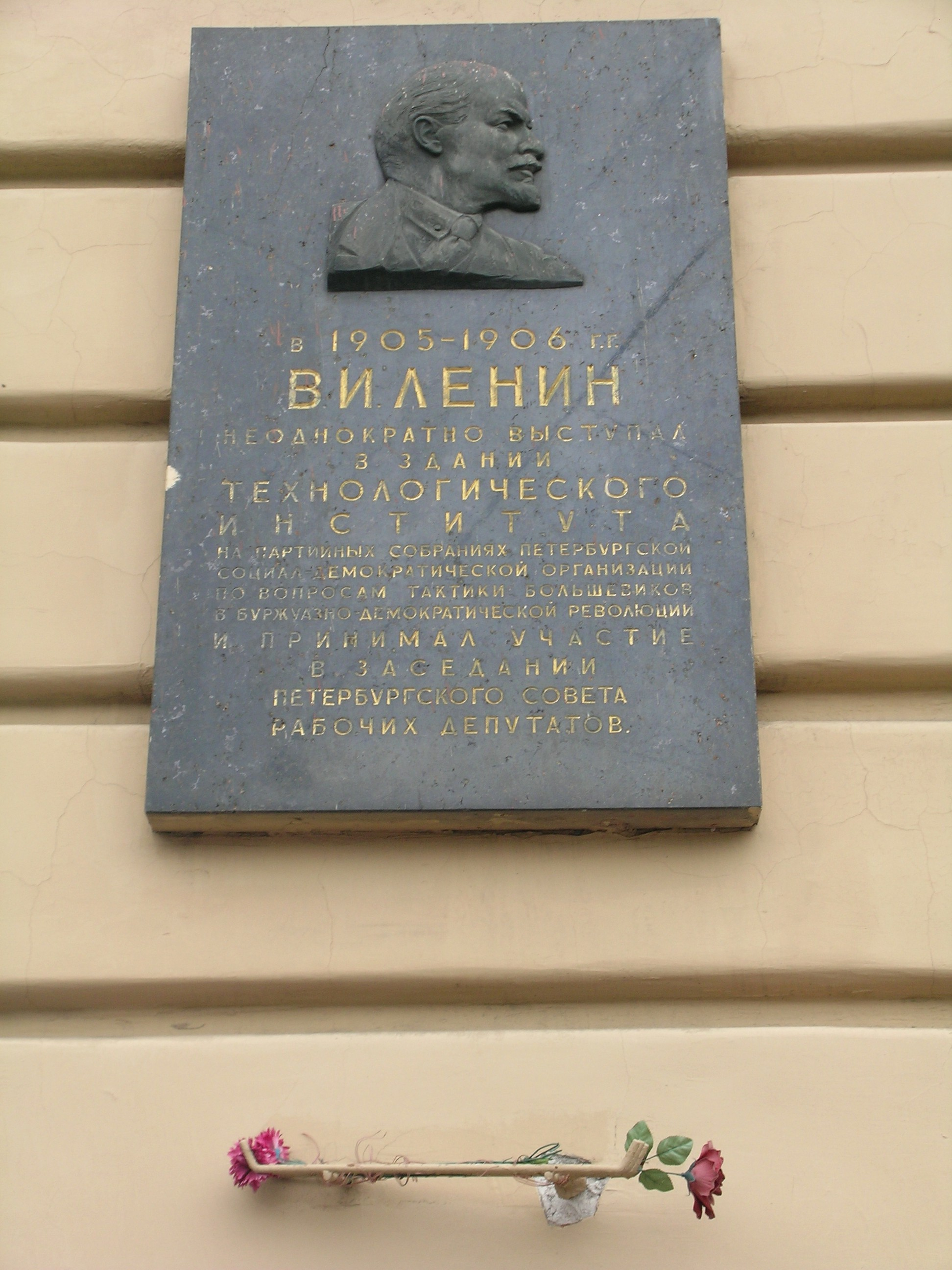
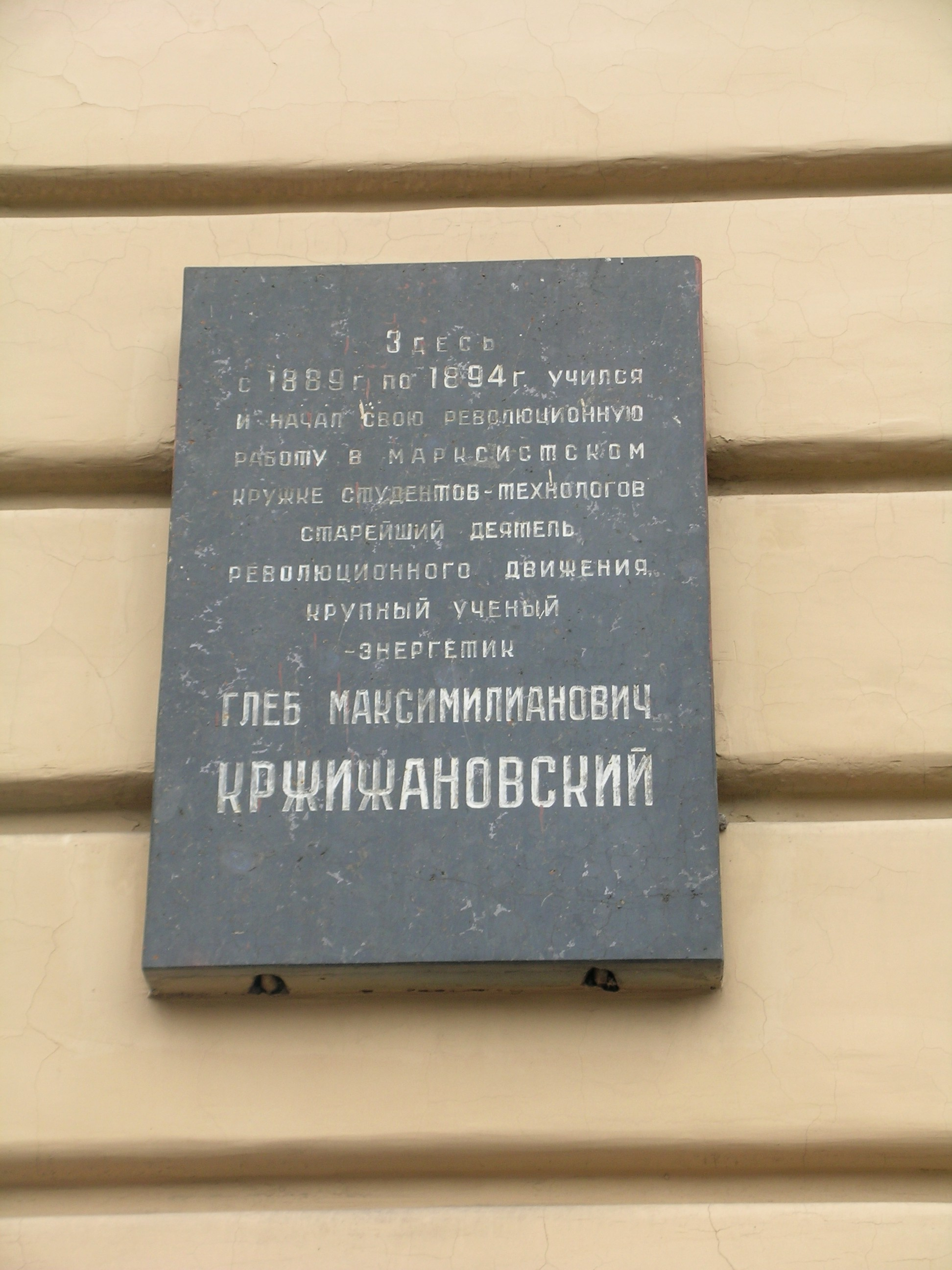
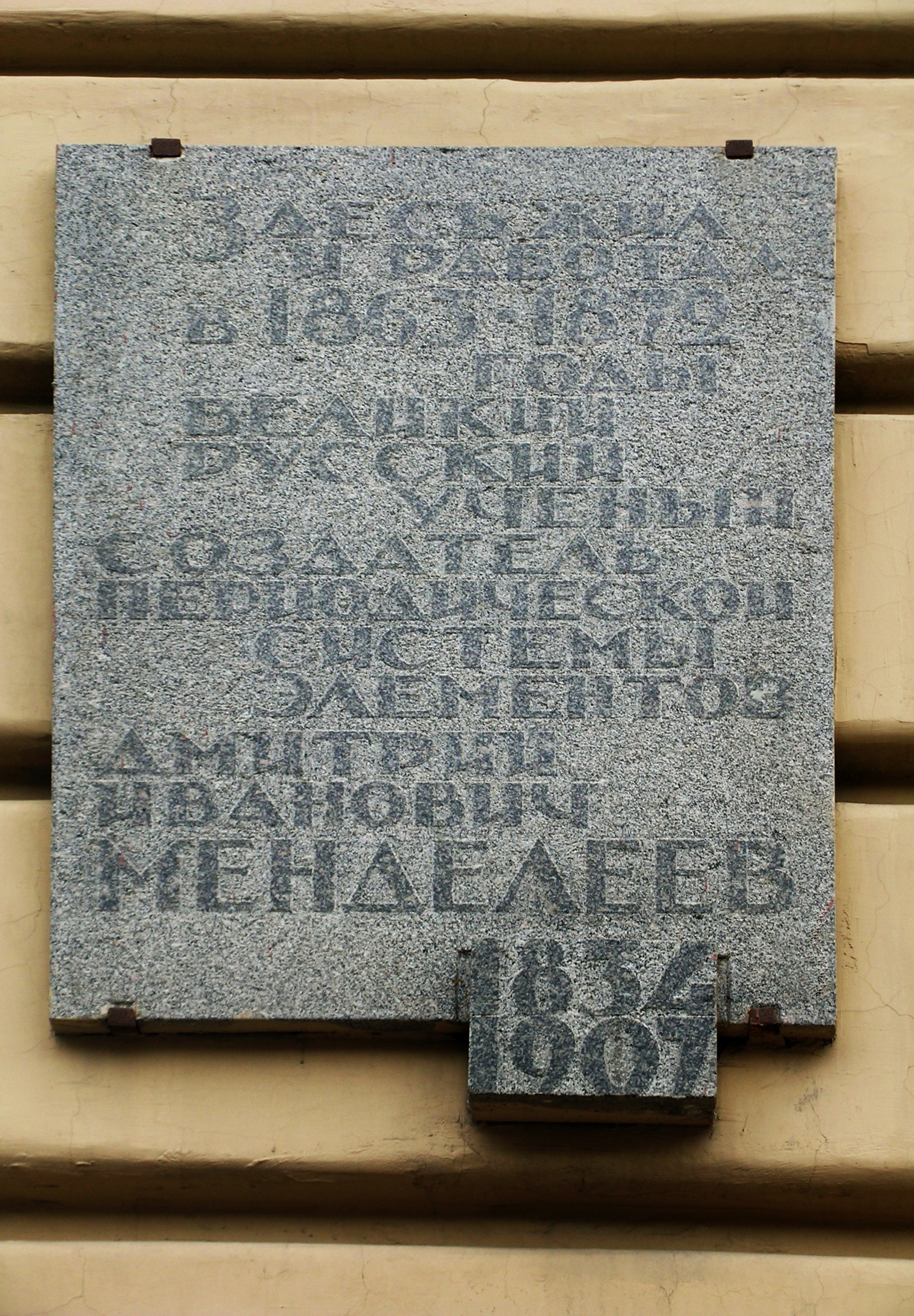

- мемориальная доска профессору Алесковскому Валентину Борисовичу (ректору института).
- мемориальная доска профессору Сотникову Владимиру Васильевичу.

## Архитектура
Территория Технологического института ограничена участком на пересечении Загородного и Московского проспектов (с конца XIX века по сей день носящего название Технологическая площадь). Изначально его площадь составляла примерно 31800 м2. После Указа об основании 28 ноября 1828 г. началось строительство специальных зданий, и уже к августу 1831 г. был готов трёхэтажный главный корпус, жилые дома и некоторые мастерские. Архитекторы: А. И. Постников, Э. Х. Анерт К 1834 г. закончено строительство «Горного дома», а в 1853 г. построена первая на территории института Химическая Лаборатория, в которой работали Д. И. Менделеев и Ф. Ф. Бейльштейн (сейчас в этом здании располагаются кафедры общей физики и САПРиУ). В это же время строятся литейная, жилой деревянный дом, сараи и навес (арх. Бекман).
Институт был открыт 11.10.1831 г. В 1930 г. со стороны Московского пр. был построен учебный корпус по проекту Д. Л. Кричевского и А. И. Гегелло.
В 1863—1885 гг. строятся Механическая лаборатория, студенческая столовая в 3 этажа; формируется музей, спальни воспитанников, квартиры.

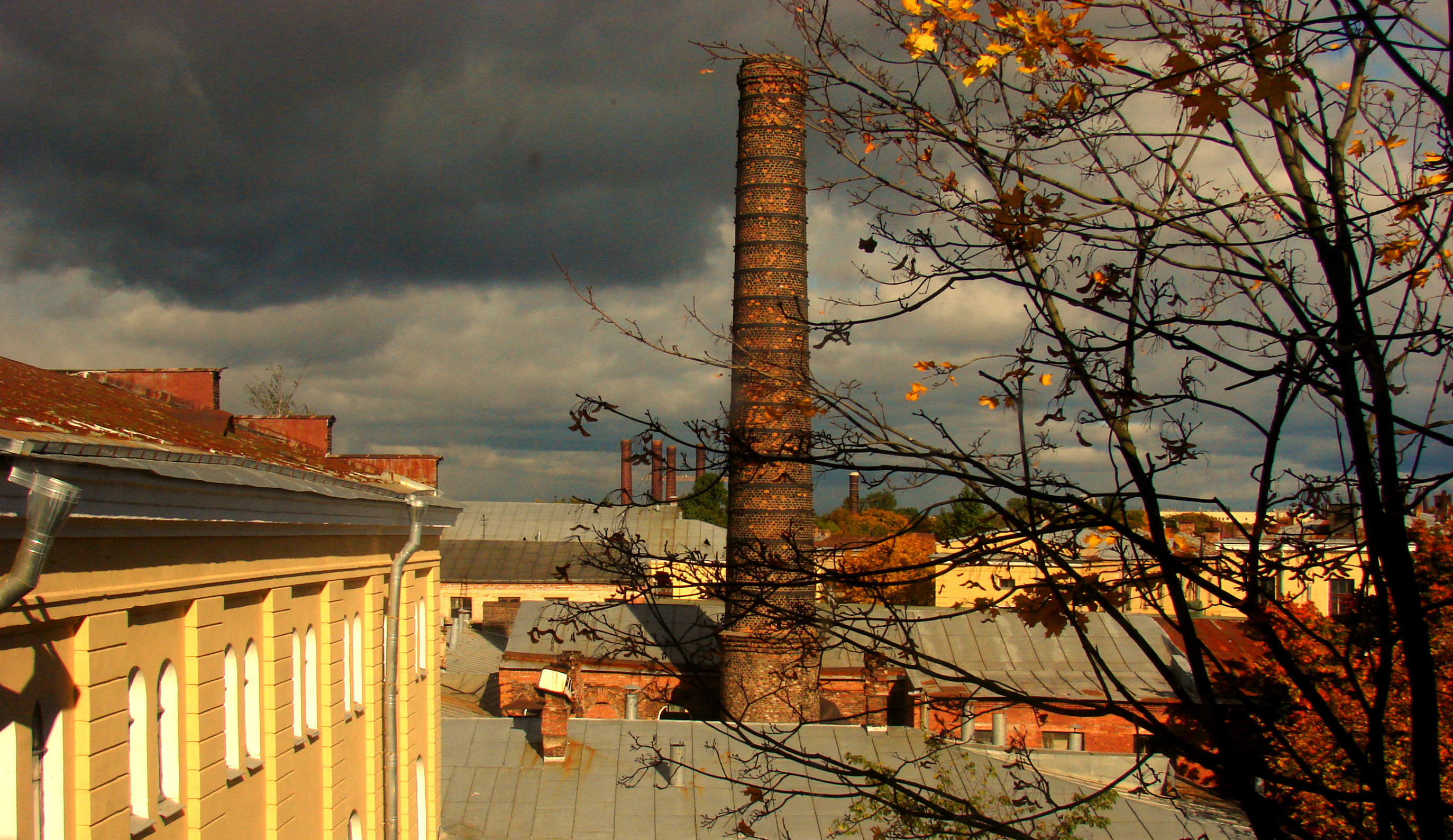
Внутренний двор

В 1900-х годах, после большого перерыва институт значительно расширяет свои учебные помещения. Коренным образом перестраивается главное здание: пристроен четвёртый этаж; построен флигель во внутреннем дворе, предусматривающий гардеробную для студентов (I этаж), аудитории (II этаж) и большой зал вместимостью до 1.200 человек (III этаж); кроме того улучшается естественное освещение, проводится центральное пароводяное отопление и вентиляция, строится водонапорная башня на главном фасаде. Также строится 2-этажное здание Химической лаборатории, фасадом на Загородный проспект, с большой химической аудиторией, рассчитанной на 300 человек.
Строительную комиссию возглавляют преподаватели института, гражданские инженеры Л. П. Шишко и А. П. Максимов. Кроме вышеупомянутого в институте в это время идет строительство новых и перестройка старых зданий и лабораторий.
В 1913 г. строятся Инженерно-механическая и Химико-техническая лаборатории. В связи с началом Первой мировой войны институт вынужден строить новые здания в и без того тесных дворах. В 1916 покупается новый участок.
В 1990 году строится шестиэтажное здание Фундаментальной библиотеки СПбГТИ (ТУ), являющейся одной из самых крупных вузовских библиотек.
29 мая 2013 года в результате пожара в главном здании произошло обрушение купола.
Памятник Г. В. Плеханову перед Технологическим институтом. в Санкт-Петербурге, Московский просп., 26, Загородный просп., 49 (скульпторы И. Я. Гинцбург, М. Я. Харламов, архитектор Я. Г. Гевирц). Открыт 3 мая 1925 года. Памятник монументального искусства Федерального значения.
Вид документа о постановке на государственную охрану: постановление Совета Министров РСФСР от 04.12.1974 № 624.

## Структура

### Факультеты
- 1-й факультет: Химии веществ и материалов
- 2-й факультет: Химической и биотехнологии
- 3-й факультет: Механический
- 4-й факультет: Информационных технологий и управления
- 5-й факультет: Инженерно-технологический
- 6-й факультет: Экономики и менеджмента
- ЦСПО (Центр среднего профессионального образования)

### Фундаментальная библиотека
Фундаментальная библиотека Технологического института — одна из старейших химических библиотек в России. За 170 лет существования она собрала в своих фондах около миллиона томов. В библиотеке представлена литература по химии и химической технологии, физике, математике, экономике и другим дисциплинам.
В 1990 году библиотека переехала в новое здание, построенное специально для неё во дворе института. На шести этажах библиотеки располагаются 4 читальных зала, 5 абонементов, каталоги, книгохранилища, служебные помещения.

## Газета «Технолог»
Газета Санкт-Петербургского государственного технологического института (технического университета). Выходит с октября 1926 года.

## Спорт и творчество
В ВУЗе есть спортивная команда «Красноармейские львы», которая является участником чемпионатов в рамках розыгрыша Кубка вузов. Из творческих коллективов имеются три вокальных объединения (Хор имени А. И. Крылова, «Консонанс» и «Аккорд»), танцевальный коллектив «Эдельвейс», а также театральные студии «Вспышка» и «Авансцена».

## Факты
- Отец П. И. Чайковского, Илья Петрович Чайковский, в 1858—1863 гг. был директором Технологического института.
- Декоративное стекло, использованное при оформлении станции метро «Автово» в Санкт-Петербурге, было изготовлено на первой в стране кафедре стекла в Ленинградском Технологическом институте.
- В записи числа Эйлера с точностью до девятого знака дважды повторяется год основания Технологического института (1828): e = 2,718281828

## Директора и ректоры института
- 1828—1838 — Евреинов, Иван Михайлович
- 1838—1852 — фон Блау, Василий (Вильгельм) Иванович
- 1852—1858 — Бутенев, Константин Фёдорович
- 1858—1863 — Чайковский, Илья Петрович
- 1863—1869 — Ламанский, Яков Иванович
- 1869—1875 — Ермаков, Николай Андреевич
- 1875—1878 — Вышнеградский, Иван Алексеевич
- 1879—1891 — Ильин, Николай Павлович
- 1891—1902 — Головин, Харлампий Сергеевич
- 1902—1906, 1908—1913, 1920—1922 — Зернов, Дмитрий Степанович
- 1906—1908 — Воронов, Александр Александрович
- 1913—1915 — Депп, Георгий Филлипович
- 1915—1920 — Шишко, Лев Петрович
- 1922—1925 — Бартельс, Николай Алексеевич
- 1925—1930 — Веллер, Лазарь Иванович
- 1930—1931 — Виноградов, Николай Иванович (химик)
- 1931—1936 — Калинин, Иван Петрович
- 1936—1937 — Вассер, Абрам Соломонович[8]
- 1939—1945 — Маляров, Георгий Арсеньевич
- 1945—1946 — Переверзев, Андрей Егорович
- 1946—1948 — Лопатин, Константин Ильич
- 1949—1951 — Журавлев, Владимир Фёдорович
- 1952—1963 — Евстропьев, Константин Сергеевич
- 1963—1965 — Мухленов, Иван Петрович[9]
- 1965—1975 — Алесковский, Валентин Борисович[10]
- 1975—1985 — Проскуряков, Владимир Александрович[11]
- 1985—2010 — Дудырев, Анатолий Сергеевич
- 2010—2015 — Лисицын, Николай Васильевич
- с 2015 — Шевчик, Андрей Павлович

## Президенты института
- 2010—2015 — Дудырев, Анатолий Сергеевич